# (19164) 1991 AU1
(19164) 1991 AU1 est un objet de la ceinture principale d'astéroïdes intérieure de 3,368 km de diamètre découvert en 1991.

## Description
(19164) 1991 AU1 a été découvert le 12 janvier 1991 à l'observatoire Palomar, situé au nord de San Diego en Californie, par Eleanor Francis Helin.

### Caractéristiques orbitales
L'orbite de cet astéroïde est caractérisée par un demi-grand axe de 1,86 UA, un périhélie de 1,75 UA, une excentricité de 0,05 et une inclinaison de 22,32° par rapport à l'écliptique. Du fait de ces caractéristiques, à savoir un demi-grand axe inférieur à 2 UA et un périhélie supérieur à 1,666 UA, il est classé, selon la JPL Small-Body Database, objet de la ceinture principale d'astéroïdes intérieure.

### Caractéristiques physiques
(19164) 1991 AU1 a une magnitude absolue (H) de 14,1 et un albédo estimé à 0,401, ce qui permet de calculer un diamètre de 3,368 km.Ces résultats ont été obtenus grâce aux observations du Wide-Field Infrared Survey Explorer (WISE), un télescope spatial américain mis en orbite en 2009 et observant l'ensemble du ciel dans l'infrarouge, et publiés en 2015 dans un article présentant les résultats concernant 7 956 astéroïdes.